# Ђузепе Ђусти
Ђузепе Ђусти (итал. Giuseppe Giusti; 1809-1850) био је италијански песник и сатиричар.

## Биографија
Ђусти је рођен у Монсумано Термама, у провинцији Пистоје.
Његов отац, образовани богаташ, навикао је сина још од малих ногу на учење, а он га је сам, између осталих предмета, научио и основним зачецима музике. Напослетку, како би обуздао његову исувише живахну нарав, поверио га је на васпитање једном сеоском свештенику, чија је строгоћа учинила више зла него добра. У дванаестој години послат је да се школује у Фиренци, касније у Пистоји, и онда у Луки. Током тих година школовања, написао је неке од својих првих стихова.
1826. Ђусти одлази на студије права на Универзитету у Пизи. На правима се није најбоље снашао. Делимично због политичке сатире коју је написао, а која се није свидела властима, уместо предвиђеног четворогодишњег студирања, диплому је стекао након осам година, 1834. Након дипломирања, издејствовао је од родитеља трајни смештај у Фиренци, под изговором да жели да усаврши право, али је место права усавршавао своја књижевна искуства. Иако је дипломирао права, њима се никада није бавио.
Упркос ограниченим примањима од свог оца, живео је растерећено. Спознао је свет кроз пороке друштва, лудости неких закона и обичаја којим је његова земља била прожета. Стечено искуство помогло му је у писању сатира.
Након кратке неузвраћене љубави коју доживљава, 1832. најозбиљније се посвећује писању за своју земљу. Са песмом La Ghigliottina (Гиљотина) Ђусти је почео да уцртава себи пут и тако открио своју генијалност. Од тада је постао познат као италијански Беранже, а чак га је и надмашио по богатству језика, префињености хумора и дубини сатиричне концепције. Беранже има све оно што је потребно за популарну поезију. Његова поезија је мање проучавана, њена живост можда бучнија, спонтанија, док је Ђусти и по начину и по концепцији елегантнији, префињенији, продорнији.
Ђусти је свим срцем ушао у политичке покрете 1847. и 1848, служио је у националној гарди, био у парламенту Тоскане, али временом схвата да се ту не одвијају ствари од важности за Италију, и да она полако упада у руке принчеве тираније. Због тога је пао са виског положаја који је имао у јавности, а 1848. добио је звање реакционара.
Умро је 31. Маја 1850. у Фиренци, у палати свог пријатеља Ђина Капонија.

## Стваралаштво
Најпознатија песма коју је написао је Sant'Ambrogio (Свети Амброзије) у којој Ђусти најотвореније износи своје анти-аустријске ставове, обраћајући се директно Вашој екселенцији која ме презриво гледа индикујући на ондашњу империјалну власт и потврђујући политичку и пријатељску приврженост Алесандру Манцонију. Још нека позната дела су: Il re Travicello (Краљ Травичело), Il brindisi di Girella (Ђирелина здравица), сатира о моралу превртлјиваца и користољубиваца, Le memorie di Pisa (Мемоари из Пизе), Il papato di Prete Pero (Папство свештеника Пероа), горка антиклеричка сатира и La chiocciola.
Што се тиче прозних дела вреди истаћи Memorie inedite (Необјављени мемоари) , дело које је објављено 1890. под називом Хроника дешавања у Тоскани, и једна збирка Proverbi toscani (Тосканске пословице) које су такође објављене постхумно 1853. Веома је занимљиво дело Epistolario (Епистоларијум) из кога произилази његов живахни тоскански говор и приврженост Манцонијевим тезама о језику.